# Morti nel 2023/Agosto
| Questa pagina contiene informazioni ricavate automaticamente dalle voci biografiche con l'ausilio del template Bio e di un bot. L'aggiornamento è periodico e automatico e ricostruisce completamente la pagina. Se manca una persona in questa lista, sei pregato di non aggiungerla, ma accertati piuttosto che la sua voce biografica contenga il template Bio e che i dati anagrafici siano correttamente compilati. Se il template Bio manca, inseriscilo tu stesso o, in alternativa, metti l'avviso {{tmp\|Bio}} che ne segnala la mancanza. Se i dati riportati sono sbagliati, correggi direttamente la voce biografica; le modifiche saranno visibili in questa lista entro pochi giorni. Per chiarimenti vedi il progetto biografie. La lista contiene solo le 187 persone che sono citate nell'enciclopedia e per le quali è stato implementato correttamente il template Bio. Pagina aggiornata al 10 ago 2025. |

- 1º agosto - Henri Konan Bédié, politico ivoriano (n. 1934)
- 1º agosto - Geneviève de Fontenay, socialite francese (n. 1932)
- 2 agosto - Élisabeth di Chimay, principessa belga (n. 1926)
- 2 agosto - Frank Lino, mafioso e collaboratore di giustizia statunitense (n. 1938)
- 2 agosto - Antonio Nitto, pattinatore di velocità su ghiaccio italiano (n. 1938)
- 2 agosto - Oxana Pavlyk, pallamanista ucraina (n. 1976)
- 3 agosto - Michael Boyd, regista teatrale e direttore artistico britannico (n. 1955)
- 3 agosto - Walter Charles, baritono e attore statunitense (n. 1945)
- 3 agosto - Carl Davis, compositore e direttore d'orchestra statunitense (n. 1936)
- 3 agosto - Madre Elvira, religiosa italiana (n. 1937)
- 3 agosto - Mark Margolis, attore statunitense (n. 1939)
- 3 agosto - Raffaele Matarazzo, scrittore e saggista italiano (n. 1929)
- 3 agosto - Bruno Mealli, ciclista su strada italiano (n. 1937)
- 3 agosto - Irina Mirošničenko, attrice sovietica (n. 1942)
- 3 agosto - Bram Moolenaar, informatico olandese (n. 1961)
- 3 agosto - Nechama Tec, sociologa polacca (n. 1931)
- 3 agosto - Saverio Tenuta, fumettista e illustratore italiano (n. 1969)
- 4 agosto - Michele Achilli, politico e urbanista italiano (n. 1931)
- 4 agosto - Boniface Alexandre, politico haitiano (n. 1936)
- 4 agosto - Aldo Bernardini, storico del cinema e critico cinematografico italiano (n. 1935)
- 4 agosto - Giovanni Corridori, effettista italiano (n. 1939)
- 4 agosto - Andreas Däscher, saltatore con gli sci svizzero (n. 1927)
- 4 agosto - Jango Edwards, attore, cantante e showman statunitense (n. 1950)
- 4 agosto - John Gosling, tastierista britannico (n. 1948)
- 4 agosto - Giorgio Macchi, ingegnere italiano (n. 1930)
- 4 agosto - Idris, giornalista, personaggio televisivo e opinionista gambiano (n. 1951)
- 5 agosto - Hélène Carrère d'Encausse, storica e politica francese (n. 1929)
- 5 agosto - Nermin Crnkić, calciatore bosniaco (n. 1992)
- 5 agosto - Franco Ferrari, grecista e traduttore italiano (n. 1946)
- 5 agosto - Julia Goss, soprano scozzese (n. 1946)
- 5 agosto - Giuseppe Montanari, fumettista e illustratore italiano (n. 1936)
- 5 agosto - Arthur Schmidt, montatore statunitense (n. 1937)
- 6 agosto - Ignazio Marcello Gallo, giurista e politico italiano (n. 1924)
- 6 agosto - Veniamin Mandrykin, calciatore russo (n. 1981)
- 6 agosto - Ingrid Schmidt, nuotatrice tedesca orientale (n. 1945)
- 7 agosto - Aracy Balabanian, attrice brasiliana (n. 1940)
- 7 agosto - Alfredo Barlucchi, cestista e allenatore di pallacanestro italiano (n. 1940)
- 7 agosto - Giuliano Bernardelle, ciclista su strada italiano (n. 1937)
- 7 agosto - William Friedkin, regista, sceneggiatore e produttore cinematografico statunitense (n. 1935)
- 7 agosto - Mirko Giansanti, pilota motociclistico italiano (n. 1976)
- 7 agosto - Mario Tronti, filosofo e politico italiano (n. 1931)
- 7 agosto - Nobel Vega, attore e personaggio televisivo cubano (n. 1931)
- 8 agosto - Federico Bahamontes, ciclista su strada e pistard spagnolo (n. 1928)
- 8 agosto - Julija Borisova, attrice e politica sovietica (n. 1925)
- 8 agosto - Richard Murphy, canottiere statunitense (n. 1931)
- 8 agosto - Jamie Reid, artista, grafico e anarchico britannico (n. 1947)
- 8 agosto - Rodriguez, cantautore, attivista e politico statunitense (n. 1942)
- 9 agosto - Sean Dawkins, giocatore di football americano statunitense (n. 1971)
- 9 agosto - Ita Ever, attrice estone (n. 1931)
- 9 agosto - Peppino Gagliardi, cantante e polistrumentista italiano (n. 1940)
- 9 agosto - Doreen Mantle, attrice sudafricana (n. 1926)
- 9 agosto - Aleksandar Matanović, scacchista serbo (n. 1930)
- 9 agosto - Robbie Robertson, cantante, polistrumentista e compositore canadese (n. 1943)
- 9 agosto - Véronique Trillet-Lenoir, oncologa e politica francese (n. 1957)
- 9 agosto - Vera Vasil'eva, attrice sovietica (n. 1925)
- 9 agosto - Fernando Villavicencio, politico e giornalista ecuadoriano (n. 1963)
- 10 agosto - Cesare Cipollini, ciclista su strada italiano (n. 1958)
- 10 agosto - Henry Dickerson, cestista e allenatore di pallacanestro statunitense (n. 1951)
- 10 agosto - Alec Jackson, calciatore inglese (n. 1937)
- 10 agosto - Antonella Lualdi, attrice e cantante italiana (n. 1931)
- 10 agosto - Michela Murgia, scrittrice, drammaturga e conduttrice televisiva italiana (n. 1972)
- 10 agosto - Aleksandr Stepanovič Viktorenko, cosmonauta sovietico (n. 1947)
- 11 agosto - Nikolaj Marinčevski, schermidore bulgaro (n. 1957)
- 11 agosto - Alexandru Penciu, rugbista a 15, allenatore di rugby a 15 e dirigente sportivo rumeno (n. 1932)
- 11 agosto - Fabrizio Pesando, archeologo italiano (n. 1958)
- 11 agosto - Gregg Tafralis, pesista statunitense (n. 1958)
- 12 agosto - Atanas Golomeev, cestista, allenatore di pallacanestro e dirigente sportivo bulgaro (n. 1947)
- 12 agosto - Berit Lindholm, soprano svedese (n. 1934)
- 12 agosto - Alberto Ravaglioli, critico cinematografico e direttore artistico italiano (n. 1947)
- 12 agosto - Éva Túri, cestista ungherese (n. 1945)
- 13 agosto - Patricia Bredin, attrice e cantante britannica (n. 1935)
- 13 agosto - Alex Collins, giocatore di football americano statunitense (n. 1994)
- 13 agosto - Gilles Perrault, scrittore e giornalista francese (n. 1931)
- 13 agosto - José Murilo de Carvalho, storico e saggista brasiliano (n. 1939)
- 14 agosto - Francesco Alberoni, sociologo, giornalista e scrittore italiano (n. 1929)
- 14 agosto - Bobby Baun, allenatore di hockey su ghiaccio e hockeista su ghiaccio canadese (n. 1936)
- 14 agosto - Boris Dubrovskij, canottiere sovietico (n. 1939)
- 14 agosto - Adriana Giuffrè, attrice italiana (n. 1939)
- 14 agosto - Stefano Makula, apneista italiano (n. 1954)
- 14 agosto - Harris Mann, ingegnere, progettista e designer britannico (n. 1938)
- 14 agosto - László Zarándi, velocista ungherese (n. 1929)
- 15 agosto - Klaus Bugdahl, ciclista su strada, pistard e dirigente sportivo tedesco (n. 1934)
- 15 agosto - Bruno Ferrero, calciatore francese (n. 1933)
- 15 agosto - Léa Garcia, attrice brasiliana (n. 1933)
- 15 agosto - Vladimir Timošinin, tuffatore russo (n. 1970)
- 16 agosto - Howard Saul Becker, sociologo statunitense (n. 1928)
- 16 agosto - Antonio Bottoglia, religioso italiano (n. 1920)
- 16 agosto - Saverio Busiri Vici, architetto italiano (n. 1927)
- 16 agosto - Jürgen Kluckert, attore, doppiatore e conduttore radiofonico tedesco (n. 1943)
- 16 agosto - Ernst Kozlicek, calciatore austriaco (n. 1931)
- 16 agosto - Édgar Marín, calciatore costaricano (n. 1943)
- 16 agosto - Jerry Moss, imprenditore statunitense (n. 1935)
- 16 agosto - Michael Parkinson, conduttore televisivo, conduttore radiofonico e giornalista britannico (n. 1935)
- 16 agosto - Sergio Pelone, produttore cinematografico italiano (n. 1947)
- 16 agosto - Renata Scotto, soprano e regista teatrale italiana (n. 1934)
- 16 agosto - Gennadij Židko, generale russo (n. 1965)
- 17 agosto - Riccardo Bertani, linguista, scrittore e traduttore italiano (n. 1930)
- 17 agosto - Karol Bobko, astronauta e ingegnere statunitense (n. 1937)
- 17 agosto - Miroslav Bošković, calciatore serbo (n. 1947)
- 17 agosto - John Devitt, nuotatore australiano (n. 1937)
- 17 agosto - David Ostrosky, attore messicano (n. 1956)
- 17 agosto - Gudrun Pflüger, fondista di corsa in montagna, biologa e attivista austriaca (n. 1972)
- 17 agosto - Piero Prampolini, designer e progettista italiano (n. 1925)
- 17 agosto - Guillermo Timoner, pistard spagnolo (n. 1926)
- 17 agosto - Marko Vešović, scrittore, critico letterario e traduttore montenegrino (n. 1945)
- 17 agosto - Gary Young, musicista statunitense (n. 1953)
- 18 agosto - Jean-Louis Georgelin, generale francese (n. 1948)
- 18 agosto - Giuseppina Luongo, poetessa e saggista italiana (n. 1926)
- 18 agosto - Alessio Paternesi, pittore e scultore italiano (n. 1937)
- 18 agosto - Al Quie, politico statunitense (n. 1923)
- 18 agosto - Jørn Riel, scrittore danese (n. 1931)
- 18 agosto - Ermanno Salvaterra, alpinista italiano (n. 1955)
- 19 agosto - Roberto Colaninno, imprenditore e dirigente d'azienda italiano (n. 1943)
- 19 agosto - Gianni Ferlenghi, ciclista su strada italiano (n. 1931)
- 19 agosto - Kazuo Fukushima, compositore giapponese (n. 1930)
- 19 agosto - Lorenz Horr, calciatore tedesco (n. 1942)
- 19 agosto - Howard Hubbard, vescovo cattolico statunitense (n. 1938)
- 19 agosto - Igor' Jasulovič, attore sovietico (n. 1941)
- 19 agosto - Ron Cephas Jones, attore statunitense (n. 1957)
- 19 agosto - Carlo Mazzone, calciatore e allenatore di calcio italiano (n. 1937)
- 19 agosto - Jean-Claude Nallet, ostacolista e velocista francese (n. 1947)
- 19 agosto - Francesco Scorsa, calciatore e allenatore di calcio italiano (n. 1946)
- 19 agosto - John Warnock, informatico, matematico e dirigente d'azienda statunitense (n. 1940)
- 19 agosto - Tonino Zorzi, cestista e allenatore di pallacanestro italiano (n. 1935)
- 20 agosto - Aivars Lazdenieks, canottiere sovietico (n. 1954)
- 20 agosto - Vladimir Evgen'evič Zacharov, fisico, matematico e poeta russo (n. 1939)
- 21 agosto - Sergej Babkov, cestista e allenatore di pallacanestro russo (n. 1967)
- 21 agosto - Edward L. G. Bowell, astronomo statunitense (n. 1943)
- 21 agosto - Andy Rankin, calciatore inglese (n. 1944)
- 21 agosto - Bruno Segre, storico e filosofo italiano (n. 1930)
- 22 agosto - Mathilde van den Brink, politica olandese (n. 1941)
- 22 agosto - Tom Courtney, mezzofondista e velocista statunitense (n. 1933)
- 22 agosto - Toto Cutugno, cantautore, compositore e paroliere italiano (n. 1943)
- 22 agosto - Nicolas Gessner, regista e sceneggiatore ungherese (n. 1931)
- 22 agosto - Ebrahim Golestan, regista, sceneggiatore e scrittore iraniano (n. 1922)
- 22 agosto - Martin Laciga, giocatore di beach volley svizzero (n. 1975)
- 22 agosto - Calyampudi Radhakrishna Rao, statistico e matematico indiano (n. 1920)
- 23 agosto - Francisco Dornelles, politico e economista brasiliano (n. 1935)
- 23 agosto - Terry Funk, wrestler e attore statunitense (n. 1944)
- 23 agosto - Michael Garrett, compositore e pianista britannico (n. 1944)
- 23 agosto - Joseph Hubert Hart, vescovo cattolico statunitense (n. 1931)
- 23 agosto - Vicente Lecaro, calciatore ecuadoriano (n. 1936)
- 23 agosto - Hersha Parady, attrice statunitense (n. 1945)
- 23 agosto - Evgenij Prigožin, imprenditore e politico russo (n. 1961)
- 23 agosto - Dmitrij Utkin, militare, mercenario e imprenditore russo (n. 1970)
- 24 agosto - Andrzej Kasprzak, cestista polacco (n. 1946)
- 24 agosto - Bernie Marsden, chitarrista e cantante britannico (n. 1951)
- 24 agosto - Claude Picasso, fotografo, fotoreporter e direttore della fotografia francese (n. 1947)
- 24 agosto - Arleen Sorkin, attrice, doppiatrice e conduttrice televisiva statunitense (n. 1955)
- 24 agosto - Bray Wyatt, wrestler statunitense (n. 1987)
- 25 agosto - Luca Maria Patella, artista, fotografo e scrittore italiano (n. 1934)
- 25 agosto - Armando Pellegrini, ciclista su strada e pistard italiano (n. 1933)
- 25 agosto - Şəhriyar Rəhimov, calciatore azero (n. 1989)
- 26 agosto - Geraldo Majella Agnelo, cardinale e arcivescovo cattolico brasiliano (n. 1933)
- 26 agosto - Renato Albonico, cestista italiano (n. 1947)
- 26 agosto - Bob Barker, conduttore televisivo, attore e attivista statunitense (n. 1923)
- 26 agosto - Mario Costa, filosofo italiano (n. 1936)
- 26 agosto - René Fournier, ciclista su strada francese (n. 1932)
- 26 agosto - Tobias Hill, scrittore britannico (n. 1970)
- 26 agosto - Bertrand Marchand, calciatore e allenatore di calcio francese (n. 1953)
- 26 agosto - Danilo Morini, politico e funzionario italiano (n. 1934)
- 26 agosto - Gleb Anatol'evič Panfilov, regista e sceneggiatore russo (n. 1934)
- 27 agosto - Éléonore Faucher, regista e sceneggiatrice francese (n. 1973)
- 27 agosto - Anvar Ibragimov, schermidore sovietico (n. 1965)
- 27 agosto - Dennis Kramer, cestista statunitense (n. 1992)
- 27 agosto - Franne Lee, costumista e pittrice statunitense (n. 1941)
- 27 agosto - Don Sundquist, politico statunitense (n. 1936)
- 27 agosto - Julio Viera, pittore spagnolo (n. 1934)
- 28 agosto - Bill Dinwiddie, cestista statunitense (n. 1943)
- 28 agosto - Tina Howe, drammaturga, traduttrice e sceneggiatrice statunitense (n. 1937)
- 28 agosto - Ornella Piloni, politica italiana (n. 1947)
- 28 agosto - Günter Schliwka, sollevatore tedesco orientale (n. 1956)
- 29 agosto - Waldemar Victorino, calciatore uruguaiano (n. 1952)
- 30 agosto - Josep Bazán, nuotatore e pallanuotista spagnolo (n. 1933)
- 30 agosto - Mohamed Al-Fayed, imprenditore egiziano (n. 1929)
- 30 agosto - Jack Sonni, chitarrista statunitense (n. 1954)
- 30 agosto - Piero Trapanelli, calciatore e allenatore di calcio italiano (n. 1924)
- 30 agosto - Aldo Turchiaro, pittore e illustratore italiano (n. 1929)
- 31 agosto - Giorgio Abraham, psichiatra e scrittore italiano (n. 1927)
- 31 agosto - Tantely Andrianarivo, politico malgascio (n. 1954)
- 31 agosto - Gil Brandt, dirigente sportivo statunitense (n. 1932)
- 31 agosto - Giovanbattista Cutolo, musicista italiano (n. 1999)
- 31 agosto - Gayle Hunnicutt, attrice statunitense (n. 1943)
- 31 agosto - Jan Jongbloed, calciatore olandese (n. 1940)
- 31 agosto - Douglas Lenat, informatico e dirigente d'azienda statunitense (n. 1950)
- 31 agosto - Silvina Luna, attrice televisiva argentina (n. 1980)
- 31 agosto - Timothy Nolen, baritono e attore teatrale statunitense (n. 1941)